# Marienhagen
Marienhagen este o comună din landul Saxonia Inferioară, Germania.
1. ↑  GeoNames